# Chaise Adirondack
Pour les articles homonymes, voir Adirondack (homonymie).

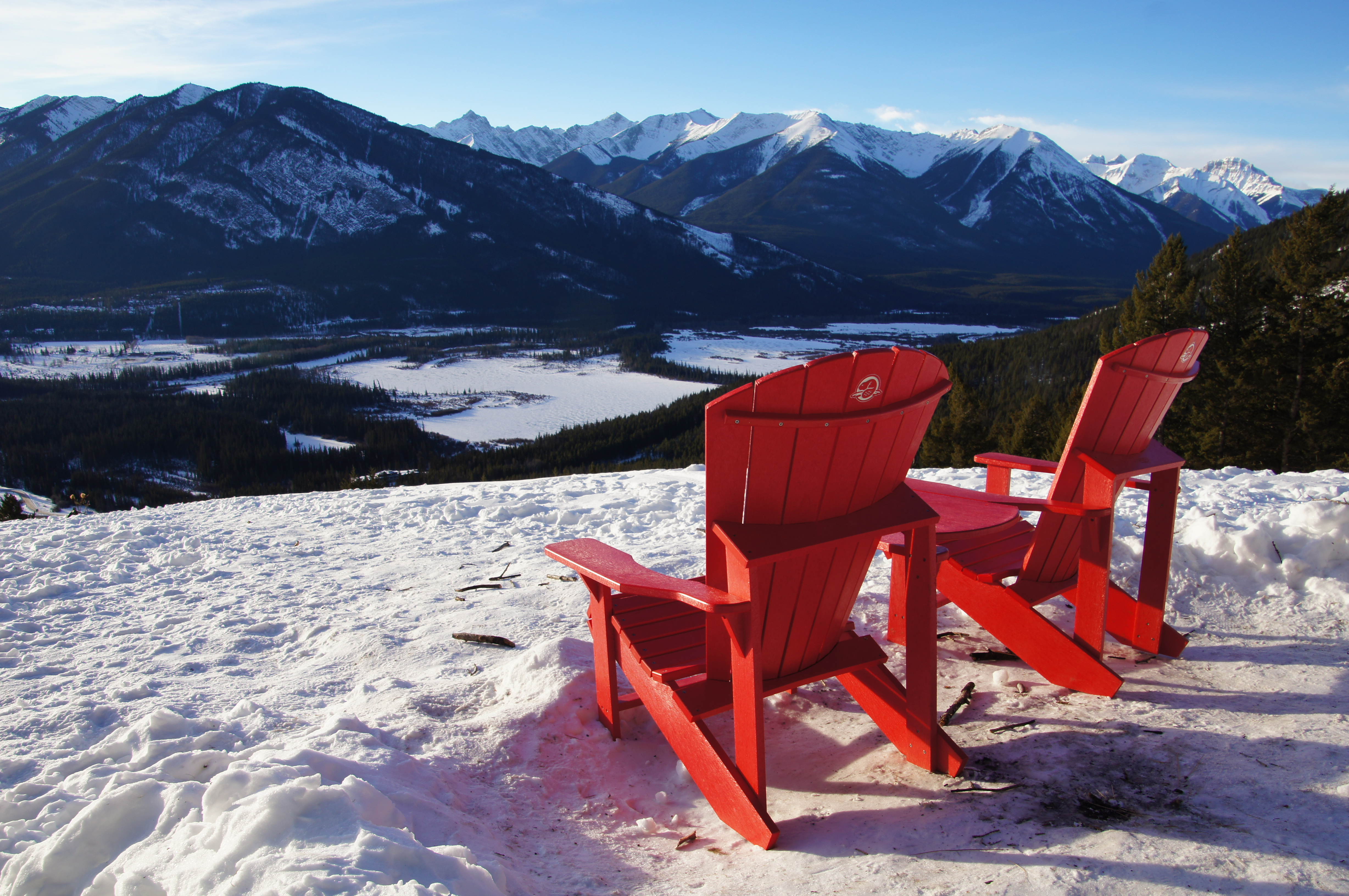
Chaises de type Adirondack placées pour profiter de la vue sur la Vallée Bow à Banff Alberta, Canada.

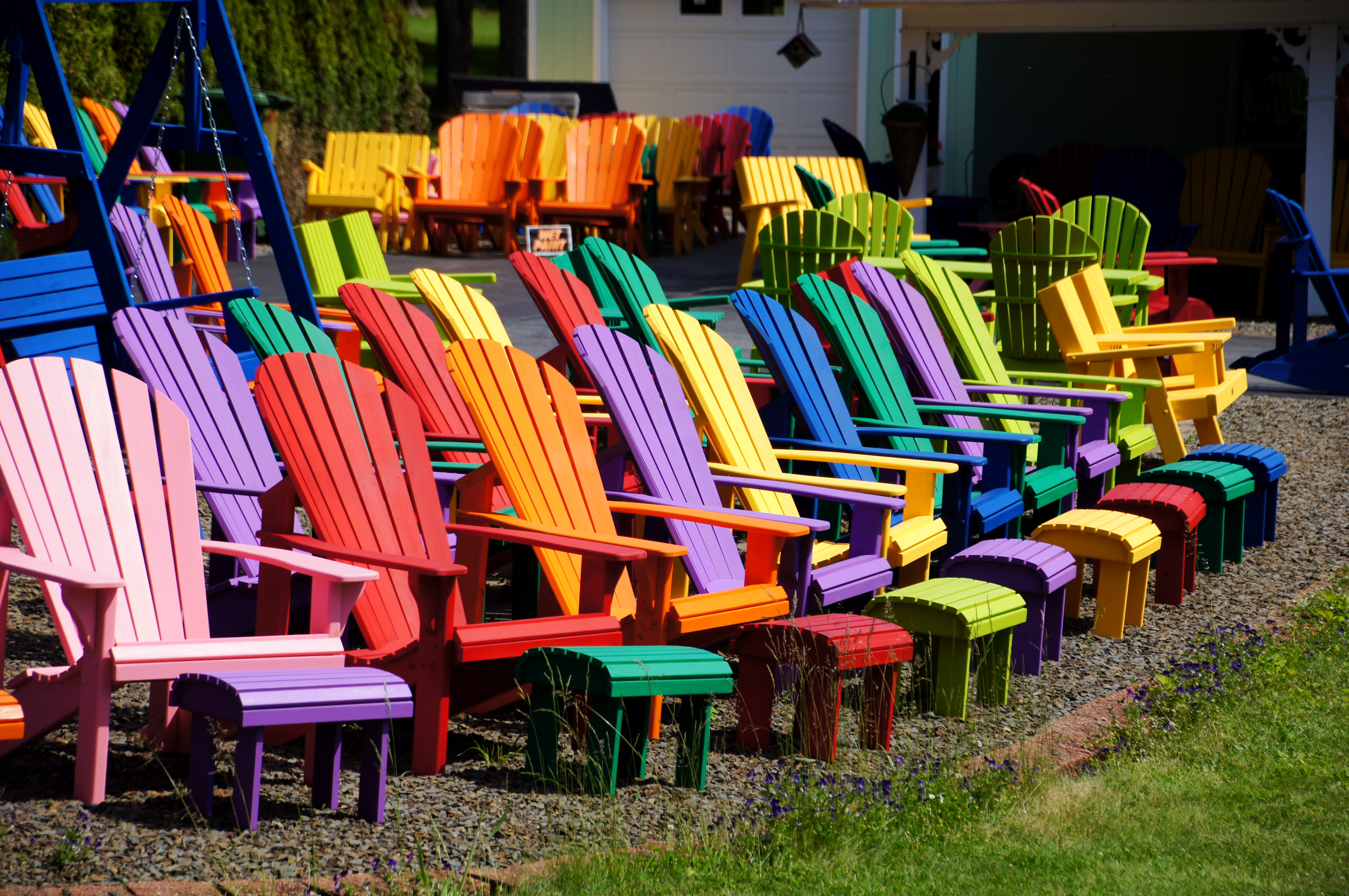
Chaises Adirondack multicolores en vente dans le comté de Lunenburg, en Nouvelle-Écosse, Canada.

Une chaise Adirondack est une chaise de jardin fabriquée en bois ou en matériaux synthétiques, généralement utilisée à l'extérieur, et populaire au Canada et aux États-Unis. À l'origine, elle était faite de 11 planches de bois plates, avec un dossier et une assise droits, et des accoudoirs larges. Depuis la généralisation des matériaux de synthèse, on trouve ce style de chaises en polymères et en différentes sortes de plastiques durs.
La première chaise Adirondack a été conçue par Thomas Lee durant des vacances dans la chaîne des Adirondacks, à Westport, dans l'État de New York, en 1903. Comme il avait besoin de chaises d'extérieur pour sa résidence d'été, il a testé ses premiers modèles avec sa famille. Une fois mis au point le design final d'une  Westport plank chair, il en a offert le patron à Harry Bunnell, un ami charpentier de Westport qui avait besoin d'un revenu d'appoint pour l'hiver. Bunnell a vite réalisé le potentiel commercial d'offrir un tel article de mobilier aux estivants de Westport, et a demandé et reçu le brevet US no 794 777 en 1905, le tout sans demander la permission de Thomas Lee apparemment. Pendant les vingt ans qui ont suivi, Bunnell a réalisé des Westport chairs ou « chaises Westport » à partir de planches de pruche, peintes en vert ou en brun foncé, et signées une par une de sa main. 
Les chaises Adirondack modernes possèdent généralement un dossier arrondi et une assise courbée ; ces modifications ont été introduites par Irving Wolpin, qui a reçu le brevet US no 109 239 pour son design en 1938.

## Crédits
- (en) Cet article est partiellement ou en totalité issu de l’article de Wikipédia en anglais intitulé « Adirondack chair » (voir la liste des auteurs).